# Olof af Acrel

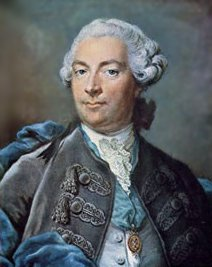
Olof af Acrel, från Nordisk familjebok.

Olof af Acrel, född 26 november 1717 i Österåkers socken, Uppland, död 28 maj 1806 i Stockholm, var en av sin tids största svenska kirurger. Han tillhörde släkten Acrelius.

## Biografi
Efter att ha studerat en tid vid Uppsala universitet, begav han sig 1735 till Stockholm för att lära kirurgi. Sådant skedde på den tiden genom privat undervisning av någon fältskär, i vars hus man inackorderade sig. Det gick bra, redan 1738 kunde den gamle fältskären anförtro honom nästan hela sin praktik. 
Under Österrikiska tronföljdskriget tog Acrel 1743 tjänst vid franska armén och blev inom kort överfältskär vid fälthospitalet i Lautersburg samt fick hålla föreläsningar i kirurgi för sina 24 medhjälpare. Efter fästningens intagande av österrikarna återvände han 1744 till Sverige. 
Kort efter sin hemkomst blev han ledamot av Kirurgiska societeten och meddelade sina landsmän sin vunna erfarenhet i en 1745 utgiven skrift om friska sårs egenskaper, en skrift, som inte endast är den första svenska vetenskapliga avhandling i kirurgi, utan även enligt Haller var skriften den fullkomligaste i sitt ämne. 
Kungliga Vetenskapsakademien kallade honom 1746 till sin ledamot. Hans inträdestal om genaste sättet att inrätta och underhålla ett lasarett eller sjukhus gav anledning till inrättandet av Serafimerlasarettet, som öppnades 1752. Acrel blev dess förste överkirurg, han fick 1755 professors fullmakt och började hålla offentliga föreläsningar. 
Han utgav 1759 sina Kirurgiska händelser, anmärkte och samlade i k. lasarettet och annorstädes (andra upplagan 1775). Snart nog översattes dessa på tyska och, av själva Sandifort, på holländska. Acrel var emellertid nästan lika så utmärkt läkare som kirurg. Det heter om honom, att "han var en så kallad lycklig läkare, emedan han med sin skicklighet förmådde mästra lyckan", samt att, "när allt annat hopp gafs förloradt, hade man vant sig att ännu liksom vädja till hans åtgärd". 
Fastän han i många år hade praktiserat som läkare, hade han inte blivit promoverad till doktor. År 1760 erbjöd Uppsalas medicinska fakultet honom medicine doktorsgraden, men han ville inte ta emot den utan föregången examen. En sådan ägde då rum, med examinatorerna Carl von Linné och Nils Rosén von Rosenstein. Acrel blev sålunda den förste "medico-chirurgus" i Sverige. År 1776 förordnades Acrel att vara "general-direktör öfver sjukskötseln vid alla lasaretter i riket", och 1780 blev han adlad. Hedrad även i utlandet – han var ledamot av flera utländska lärda samfund – tog han slutligen vid 83 års ålder avsked från generaldirektörsbefattningen. 
Serafimergillet ville då av erkänsla för hans tjugufyraåriga oavlönade tjänstgöring tillställa honom en gåva på 1 000 riksdaler silver. Men Acrel, som dock givit en betydlig del av sin förmögenhet till offentliga inrättningar, mottog blott räntan och begärde, att kapitalet måtte anslås till förbättring i sjukvården. Konungen fördubblade räntan som pension.